# Ультразвукове зварювання

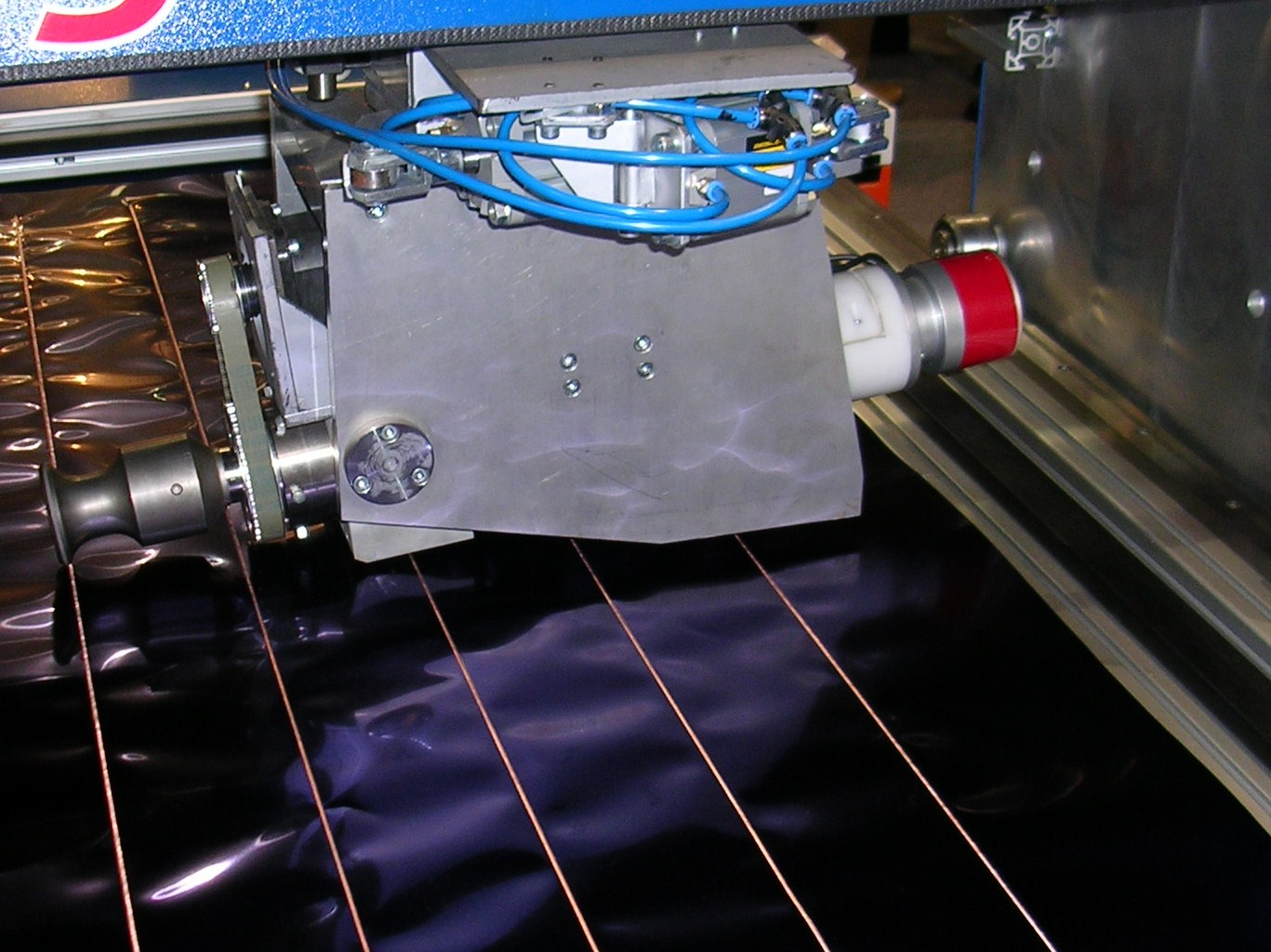
Ультразвукове зварювання металевої фольги. Звуковипромінювальний зварювальний інструмент котиться уздовж шва.

Ультразву́кове зва́рювання (УЗЗ) (англ. ultrasonic welding) — зварювання тисненням із прикладенням ультразвукових коливань, технологічний процес отримання нерознімного з'єднання двох матеріалів, часто розглядається як подальший розвиток технології холодного зварювання.

## Історична довідка
Ультразвукове зварювання — винахід, поява і первісний розвиток якого припадає на 30-40-і роки XX століття. Застосування цього процесу пов'язане з дослідженням використання ультразвукових коливань для очищення поверхонь, що призначені для з'єднання за допомогою контактного зварювання. Було виявлено, що при одночасному впливі на зону зварювання певного зусилля стиснення та ультразвукових коливань з'єднання зразків здійснюється без пропускання через них зварювального струму.
Дослідження, проведені в середині 60-х років ХХ ст. в Інституті електрозварювання ім. Є. О. Патона НАН України та Інституті металургії і матеріалознавства ім. О. О. Байкова (РАН) дозволили обґрунтувати механізм утворення з'єднання металів за допомогою ультразвуку.

## Технологія УЗЗ
Сутність процесу полягає в тому, що одночасно з тиском до заготовок прикладають поле механічних коливань високої частоти (f = 18…180 кГц). Зварювання відбувається в результаті взаємного тертя, нагріву та тиску. Сили тертя виникають при дії на заготовки, що стиснені осьовою силою механічних коливань ультразвукової частоти. Для цього використовують магнітострикційний ефект, який полягає в зміні розмірів деяких металів, сплавів і керамічних матеріалів при їх намагнічуванні і розмагнічуванні під дією змінного магнітного поля.
При УЗЗ металів зварне з'єднання утворюється без розплавлення. Спочатку процесу зварювання відбувається інтенсивне механоабразивне зношування поверхневих плівок. Тривалість і ефективність їх зносу залежать від конкретних умов в зоні зварювання. При утворенні фізичного контакту поверхонь, їх стисненні до рівня границі плинності матеріалів, що зварюються і підвищенні температури в зоні зварювання до (0,4 … 0,6) Tпл відбувається процес взаємодії на атомарному рівні. Утворені вузли схоплювання розростаються в результаті інтенсивних дифузійних процесів.
Зварюваність металу залежить від його твердості і кристалічної структури. Зварюваність гіршає в такій послідовності для металів, що мають ГЦК, ОЦК і гексагональну кристалічні ґратки, а також із збільшенням твердості.
Ультразвукове зварювання дозволяє з'єднувати різні елементи виробів завтовшки 0,005…3,0 мм або діаметром 0,01…0,5 мм. При приварюванні тонких листів і фольги до деталей товщина останніх практично не обмежується.
Ультразвукове зварювання може використовуватись для точкового з'єднання або безперервним швом деталей: з алюмінію, міді та нікелю; металів з металокерамікою; деталей з пластмас у тому числі поліетиленових плівок тощо.

## Використання
УЗЗ знайшло застосування в ряді галузей промисловості та має тенденцію подальшого розвитку. Висока техніко-економічна ефективність використання УЗЗ пластмас і металів визначається технологічною необхідністю, усуненням шкідливих умов праці, реальним зниженням трудозатрат і економією кольорових металів.
Застосування ультразвуку як джерела енергії обумовлює технологічні особливості процесу зварювання, до них можна віднести наступні: низькі вимоги до стану зварюваних поверхонь, можливість зварювання матеріалів з високою електропровідністю (мідь, алюміній), різнорідних (сталь — алюміній), різнотовщинних (1:100). Ультразвуком добре зварюється велика група термопластичних полімерів. Деякі з них, наприклад полістирол, поліетилентерефталат тощо, зварюються суто ультразвуком.
Областями використання ультразвукового зварювання є: виробництво напівпровідників, мікроприладів і мікроелементів для електроніки, конденсаторів, запобіжників, реле, трансформаторів, нагрівачів побутових холодильників, приладів точної механіки й оптики, реакторів, зрощування кінців рулонів різних тонколистових кольорових металів та їх сплавів у лініях їхньої обробки, а також автомобільна промисловість.